# Catalogo dei dipinti della Galleria Borghese
Segue un elenco esaustivo (ma comunque incompleto) dei dipinti della Galleria Borghese.

## Elenco
| Immagine | Titolo                                                           | Autore                                         | Datazione                          | Dimensioni      | Tecnica e supporto                 | Numero d'inventario | Note |
| -------- | ---------------------------------------------------------------- | ---------------------------------------------- | ---------------------------------- | --------------- | ---------------------------------- | ------------------- | --- |
|          | Sansone in carcere                                               | Annibale Carracci                              | 1590-1595                          | 180×130 cm      | olio su tela                       | 23                  | |
|          | Natura morta di uccelli                                          | Maestro di Hartford (attribuito)               | 1590-1600                          | 104×173 cm      | olio su tela                       | 301                 | |
|          | David con la testa di Golia                                      | Battistello Caracciolo                         | 1612                               | 202×112 cm      | olio su tela                       | 2                   | |
|          | Natura morta con due lucertole                                   | Maestro di Hartford (attribuito)               | 1590-1600                          | 105×184 cm      | olio su tela                       | 54                  | |
|          | Andromeda                                                        | Rutilio Manetti                                | 1612 ca.                           | 177×120 cm      | olio su tela                       | 4                   | |
|          | Paesaggio fantastico                                             | Paul Bril e aiuti                              | inizio XVII secolo                 | 78×106 cm       | olio su tela                       | 13                  | |
|          | Paesaggio fantastico                                             | Paul Bril e aiuti                              | inizio XVII secolo                 | 66×90 cm        | olio su tela                       | 18                  | |
|          | Apollo e Dafne                                                   | Dosso Dossi                                    | 1522-1525 ca.                      | 191×116 cm      | olio su tela                       | 1                   | |
|          | Melissa (la maga Circe)                                          | Dosso Dossi                                    | 1518 ca.                           | 172×153 cm      | olio su tela                       | 217                 | |
|          | San Giovanni Battista                                            | Cavalier d'Arpino                              | ante 1607                          | 33×26 cm        | olio su lavagna                    | 229                 | |
|          | Madonna col Bambino                                              | Ventura Salimbeni                              | ultimi decenni XVI secolo          | 30×28 cm        | olio su tavola                     | 314                 | |
|          | Cristo morto fra angeli                                          | Federico Zuccari                               | 1566-1569                          | 232×142 cm      | olio su tela                       | 398                 | |
|          | Decollazione del Battista                                        | Cavalier d'Arpino                              | primo decennio del XVII secolo     | 28×22 cm        | olio su rame                       | 308                 | |
|          | Fuga in Egitto                                                   | Cavalier d'Arpino                              | 1592-1593                          | 45×33 cm        | olio su tavola                     | 231                 | |
|          | Paesaggio con pastori                                            | Paul Bril e aiuti                              | 1595 ca.                           | 66×90 cm        | olio su tela                       | 21                  | |
|          | Paesaggio fantastico                                             | Paul Bril e aiuti                              | 1595 ca.                           | 66×90 cm        | olio su tela                       | 19                  | |
|          | Paesaggio con il tempio della Sibilla                            | Paul Bril e aiuti                              | 1595 ca.                           | 84×111 cm       | olio su tela                       | 12                  | |
|          | Paesaggio con san Girolamo                                       | Frederick van Valckenborch                     | ultimo decennio XVI secolo         | 80×90 cm        | olio su tela                       | 20                  | |
|          | Minerva in atto di abbigliarsi                                   | Lavinia Fontana                                | 1613                               | 258×190 cm      | olio su tela                       | 7                   | |
|          | Amore e Psiche                                                   | Jacopo Zucchi                                  | 1589                               | 173×130 cm      | olio su tela                       | 10                  | |
|          | Morte della Vergine                                              | Giovanni Maria Morandi                         | 1657 ca.                           | 172×146 cm      | olio su tela                       | 405                 | Bozzetto della tela della chiesa di Santa Maria della Pace a Roma                                                                     |
|          | Amore e Psiche                                                   | Alessandro Varotari (copia da)                 | quarto decennio del XVII secolo    | 113×146 cm      | olio su tela                       | 52                  | |
|          | Giuditta con la testa di Oloferne                                | Giovanni Baglione                              | 1608                               | 220×150 cm      | olio su tela                       | 15                  | |
|          | Diana e Atteone                                                  | Bernardino Cesari                              | primo decennio del XVII secolo     | 62×83 cm        | olio su tela                       | 414                 | copia del dipinto del Cavalier d'Arpino                                                                                               |
|          | Ratto d'Europa                                                   | Cavalier d'Arpino                              | 1603-1606                          | 57×45 cm        | olio su tavola                     | 378                 | |
|          | Cattura di Cristo                                                | Dirck van Baburen                              | 1616-1617                          | 139×202 cm      | olio su tela                       | 28                  | |
|          | Giovane con canestro di frutta                                   | Caravaggio                                     | 1593-1594                          | 70×67 cm        | olio su tela                       | 136                 | |
|          | San Giovanni Battista                                            | Caravaggio                                     | 1610 ca.                           | 152×125 cm      | olio su tela                       | 267                 | |
|          | Giudizio di Salomone                                             | Maestro del Giudizio di Salomone               | 1620-1625                          | 153×201 cm      | olio su tela                       | 33                  | il pittore è identificato secondo una parte della critica con un giovane Jusepe de Ribera                                             |
|          | San Girolamo scrivente                                           | Caravaggio                                     | 1605                               | 116×153 cm      | olio su tela                       | 56                  | |
|          | Giuseppe e la moglie di Putifarre                                | Cigoli                                         | 1610-1613                          | 220×150 cm      | olio su tela                       | 14                  | |
|          | Madonna dei Palafrenieri                                         | Caravaggio                                     | 1605 ca.                           | 292×211 cm      | olio su tela                       | 110                 | |
|          | David con la testa di Golia                                      | Caravaggio                                     | 1609-1610                          | 125×101 cm      | olio su tela                       | 455                 | |
|          | Cattura di Cristo                                                | Cavalier d'Arpino                              | 1596-1597                          | 77×56 cm        | olio su rame                       | 356                 | |
|          | Bacchino malato                                                  | Caravaggio                                     | 1593-1594                          | 67×53 cm        | olio su tela                       | 534                 | |
|          | Caduta di Lucifero                                               | Palma il Giovane                               | 1615-1620 ca.                      | 74×127 cm       | olio su tela                       | 175                 | |
|          | Visione di sant'Agostino                                         | Ignoto romano                                  | citato nel 1693 per la prima volta | 18,5×12,5 cm    | olio su alabastro                  | 477                 | |
|          | Orfeo                                                            | Sebastian Vrancx                               | 1595                               | 55×69 cm        | olio su tavola                     | 279                 | |
|          | Fiori e farfalle                                                 | Willem van Aelst                               | 1670 ca.                           | 25×20           | olio su tavola                     | 360                 | |
|          | Vaso di fiori                                                    | Jan Bruegel il Vecchio                         | 1595 ca.                           | 28×21 cm        | olio su rame                       | 362                 | |
|          | Vaso di fiori                                                    | Jan Bruegel il Vecchio                         | ultimo decennio del XVI secolo     | 12×16 cm        | olio su rame                       | 516                 | |
|          | Ritratto di Paolo V                                              | Padovanino                                     | inizio XVII secolo                 | 144×126 cm      | olio su tela                       | 73                  | |
|          | Madonna col Bambino                                              | Marcello Provenzale                            | 1628 ca.                           | 60×47 cm        | mosaico                            | 498                 | |
|          | Veduta di villa Borghese                                         | Abraham van Cuylenborch                        | metà XVII secolo                   | 50×61 cm        | olio su tavola                     | 573                 | |
|          | Ritratto di Paolo V                                              | Marcello Provenzale                            | 1621                               | 67×54 cm        | mosaico                            | 495                 | |
|          | Orfeo                                                            | Marcello Provenzale                            |                                    | 44×63 cm        | mosaico                            | 492                 | |
|          | Veduta di un porto di mare                                       | Paul Bril                                      | 1611-1612                          | 107×151 cm      | olio su tela                       | 354                 | |
|          | Prospetto di villa Borghese                                      | Johann Wilhelm Baur                            | 1630-1637                          | 30×45 cm        | tempera su pergamena               | 519                 | |
|          | Psiche trasportata all'Olimpo                                    | Lambert van Noort                              |                                    | 92×75 cm        | olio su tavola                     | 184                 | |
|          | Madonna col Bambino                                              | Perino del Vaga (attribuito)                   |                                    | 115×81 cm       | olio su tavola                     | 393                 | |
|          | Sacra Famiglia con san Giovannino e sant'Elisabetta              | Perino del Vaga                                | 1540                               | 139×112 cm      | olio su tela                       | 412                 | |
|          | Madonna col Bambino e san Giovannino                             | Raffaellino del Colle                          |                                    | 118×88 cm       | olio su tavola                     | 320                 | |
|          | Vergine col Bambino e san Giovannino                             | Giulio Romano                                  | 1528 ca.                           | 126×85 cm       | olio su tavola                     | 374                 | |
|          | Sacra Famiglia                                                   | Pedro Machuca                                  | 1518-1519                          | 58×47 cm        | olio su tavola                     | 174                 | |
|          | Ritratto di uomo                                                 | Raffaello                                      | 1505 ca.                           | 46×31 cm        | olio su tavola                     | 397                 | |
|          | Sacra Famiglia                                                   | Perino del Vaga                                | 1540 ca.                           | 90×67 cm        | olio su tavola                     | 464                 | |
|          | Ritratto di giovane donna con unicorno                           | Raffaello                                      | 1505-1506                          | 67×56 cm        | olio su tela trasportata su tavola | 371                 | |
|          | Ritratto di giovane                                              | Ridolfo del Ghirlandaio                        | 1500-1510                          | 30×24 cm        | olio su tavola                     | 399                 | |
|          | Ritratto di Giulio II                                            | Raffaello (copia da)                           | 1511-1512                          | 101×83 cm       | olio su tela                       | 413                 | già attribuito a Giulio Romano, l'opera è una delle copie del dipinto della National Gallery di Londra                                |
|          | Deposizione Baglioni                                             | Raffaello                                      | 1507                               | 179×174 cm      | olio su tavola                     | 369                 | firmato e datato |
|          | Fornarina                                                        | Raffaello (copia da)                           | 1518-1519                          | 86×58 cm        | olio su tavola                     | 355                 | copia del dipinto di palazzo Barberini                                                                                                |
|          | Madonna col Bambino                                              | Perugino (attribuito)                          | 1497                               | 44×34 cm        | olio su tavola                     | 401                 | |
|          | San Sebastiano                                                   | Perugino                                       | 1493                               | 110×62 cm       | olio su tavola                     | 386                 | |
|          | Adorazione del Bambino                                           | Piero di Cosimo                                | 1505                               | 140 cm diametro | olio su tavola                     | 343                 | |
|          | Adorazione del Bambino                                           | Fra' Bartolomeo                                | 1495-1500                          | 87 cm diametro  | tempera su tavola                  | 439                 | |
|          | Pietà e quattro santi                                            | Andrea del Sarto                               | 1509 ca.                           | 22×172 cm       | olio su tavola                     | 375                 | |
|          | Madonna col Bambino, san Giovannino e angeli                     | Botticelli                                     | 1488-1490                          | 170 cm diametro | tempera su tavola                  | 348                 | |
|          | Adorazione del Bambino                                           | Jacopo del Tedesco                             | fine XV secolo                     | 78 cm diametro  | tempera su tavola                  | 352                 | |
|          | Madonna col Bambino e san Giovannino                             | Lorenzo di Credi                               | 1488-1490                          | 88 cm diametro  | tempera su tavola                  | 433                 | |
|          | Crocifissione tra i santi Girolamo e Cristoforo                  | Pinturicchio                                   | entro il 1473                      | 59×40 cm        | olio su tavola                     | 377                 | |
|          | Ritratto di uomo                                                 | Hans Leonard Scaufelein                        | 1505                               | 36×26 cm        | olio su tavola                     | 287                 | |
|          | Leda                                                             | Michele di Ridolfo del Ghirlandaio             | settimo decennio del XVI secolo    | 78×51 cm        | olio su tavola                     | 323                 | |
|          | Venere e Amore che reca il favo di miele                         | Lucas Cranach il Vecchio                       | 1531                               | 169×67 cm       | olio su tavola                     | 326                 | |
|          | Ritratto di giovane donna come santa Caterina                    | Andrea del Brescianino                         |                                    | 39×28 cm        | olio su tavola                     | 88                  | |
|          | Venere con due amorini                                           | Andrea del Brescianino                         | 1520-1525                          | 150×66 cm       | olio su tavola                     | 324                 | |
|          | Lucrezia                                                         | Michele di Ridolfo del Ghirlandaio             | 1560-1570                          | 73×51 cm        | olio su tavola                     | 322                 | |
|          | Tobiolo e l'angelo                                               | Pier Francesco Foschi                          | 1545 ca.                           | 80×50 cm        | olio su tavola                     | 173                 | |
|          | San Giovanni Battista                                            | Bronzino                                       | 1550-1555                          | 120×92 cm       | olio su tavola                     | 444                 | |
|          | Madonna col Bambino e san Giovannino                             | Andrea del Sarto                               | 1517-1518                          | 154×101 cm      | olio su tavola                     | 334                 | |
|          | Ritratto di giovinetto                                           | Parmigianino (seguace di)                      | 1530 ca.                           | 73×57 cm        | olio su tela                       | 86                  | |
|          | Ritratto del Pianerlotto                                         | Parmigianino                                   | 1526 ca.                           | 58×46 cm        | olio su tavola                     | 85                  | |
|          | Giudizio di Salomone                                             | Pier Francesco Foschi                          | metà XV secolo                     | 65×49 cm        | tempera su tavola                  | 329                 | |
|          | Danae                                                            | Correggio                                      | 1531-1532 ca.                      | 158×189 cm      | olio su tela                       | 125                 | |
|          | Ritratto di donna                                                | Niccolò dell'Abate                             | 1547-1551                          | 48×37 cm        | olio su pergamena                  | 77                  | |
|          | Santa Cecilia e san Valeriano                                    | Lelio Orsi                                     | post 1554-1555                     | 75×59 cm        | olio su rame                       | 167                 | |
|          | Ritratto di uomo con guanti in mano                              | Girolamo da Carpi                              | post 1527                          | 89×70 cm        | olio su tela                       | 97                  | |
|          | Venere e Amore sul mare                                          | Luca Cambiaso                                  | 1565 ca.                           | 102×95 cm       | olio su tela                       | 123                 | |
|          | Paesaggio con corteo magico                                      | Girolamo da Carpi                              | 1525                               | 110×159 cm      | olio su tela                       | 8                   | |
|          | Amore in riposo                                                  | Luca Cambiaso                                  | 1560-1565                          | 90×78 cm        | olio su tela                       | 191                 | |
|          | Paesaggio con figure di dame e cavalieri                         | Niccolò dell'Abate                             | 1550-1552                          | 116×159 cm      | olio su tela                       | 6                   | |
|          | David con la testa di Golia e un paggio                          | Dosso Dossi (seguace)                          | prima metà del XVI secolo          | 101×83 cm       | olio su tavola                     | 181                 | |
|          | Ritratto di donna                                                | Innocenzo da Imola                             | 1506-1507                          | 83×62 cm        | olio su tela                       | 416                 | |
|          | Cena in casa di Simone Fariseo                                   | Ippolito Scarsella                             | 1590-1595                          | 81×140 cm       | olio su tela                       | 169                 | |
|          | Salmaci e Ermafrodito                                            | Ippolito Scarsella                             | 1590                               | 41×56 cm        | olio su tavola                     | 214                 | |
|          | Strage degli innocenti                                           | Ippolito Scarsella                             | 1600-1610                          | 40×51 cm        | olio su rame                       | 209                 | |
|          | Sacra Famiglia                                                   | Benvenuto Tisi da Garofalo                     | 1516                               | 56×73 cm        | olio su tavola                     | 409                 | |
|          | Madonna col Bambino                                              | Benvenuto Tisi da Garofalo (attribuito)        | 1517                               | 34×28 cm        | olio su tavola                     | 210                 | |
|          | Flagellazione di Cristo                                          | Benvenuto Tisi da Garofalo                     | 1527                               | 71×40 cm        | olio su tavola                     | 237                 | |
|          | Pianto sul Cristo deposto                                        | Benvenuto Tisi da Garofalo                     | 1530-1532                          | 54×41 cm        | olio su tavola                     | 205                 | |
|          | Conversione di san Paolo                                         | Benvenuto Tisi da Garofalo                     | 1545                               | 250×161 cm      | olio su tavola trasportato su tela | 347                 | |
|          | Adorazione dei pastori                                           | Benvenuto Tisi da Garofalo                     | 1510-1516                          | 47×31 cm        | olio su tavola                     | 224                 | |
|          | Gesù chiama san Pietro                                           | Benvenuto Tisi da Garofalo                     | terzo decennio del XVI secolo      | 74×91 cm        | olio su tavola                     | 236                 | |
|          | Adorazione dei Magi                                              | Ludovico Mazzolino                             | 1522 ca.                           | 40×30 cm        | olio su tavola                     | 218                 | |
|          | Madonna col Bambino e i santi Pietro e Paolo                     | Benvenuto Tisi da Garofalo                     | 1513                               | 40×28 cm        | olio su tavola                     | 213                 | |
|          | Cristo e la Samaritana al                                        | Benvenuto Tisi da Garofalo (seguace di)        |                                    | 105×156 cm      | olio su tela                       | 235                 | |
|          | Nozze di Cana                                                    | Benvenuto Tisi da Garofalo                     | primo decennio XVI secolo          | 30×51 cm        | olio su tavola                     | 204                 | |
|          | Cristo e l'adultera                                              | Ludovico Mazzolino                             | 1527 ca.                           | 29×19 cm        | olio su tavola                     | 451                 | |
|          | Deposizione dalla croce                                          | Giovanni Battista Benvenuti                    | 1521                               | 241×181 cm      | tavola su supporto di alluminio    | 390                 | |
|          | Presepe                                                          | Ludovico Mazzolino                             | 1506-1507                          | 40×50 cm        | olio su tavola                     | 247                 | |
|          | Incredulità di san Tommaso                                       | Ludovico Mazzolino                             | 1521 ca.                           | 38×29 cm        | olio su tela                       | 223                 | |
|          | Madonna col Bambino, san Michele e san Giuseppe                  | Benvenuto Tisi da Garofalo                     | 1508                               | 62×82 cm        | olio su tavola                     | 240                 | |
|          | Bagno di Venere                                                  | Ippolito Scarsella                             | 1585                               | 45×57 cm        | olio su tela                       | 219                 | |
|          | Madonna col Bambino, san Giovannino e san Giuseppe               | Ippolito Scarsella                             | 1592-1593                          | 37×26 cm        | olio su tavola                     | 222                 | |
|          | Pietà                                                            | Giovanni Antonio Bazzi (il Sodoma)             | 1510                               | 69×58 cm        | olio su tavola                     | 462                 | |
|          | Ritratto di Carlo V                                              | Bernard van Orley (attribuito)                 | 1520 ca.                           | 42×22 cm        | olio su tavola                     | 281                 | |
|          | Testa di giovane                                                 | Domenico Beccafumi                             | 1530-1535                          | 25×17 cm        | olio su carta applicata su tela    | 453                 | |
|          | Sacra Famiglia                                                   | Giovanni Antonio Bazzi (il Sodoma)             | 1525-1530                          | 85×69 cm        | olio su tavola                     | 459                 | |
|          | Madonna col Bambino                                              | Bartolomeo Vivarini                            | post 1450                          | 65×41 cm        | tempera su tavola                  | 578                 | |
|          | Ritratto di donna                                                | Giovanni Antonio Boltraffio                    | primo decennio XVI secolo          | 31×22 cm        | olio su tavola                     | 151                 | |
|          | Cristo benedicente                                               | Marco d'Oggiono                                | 1490 ca.                           | 35×26 cm        | olio su tavola                     | 435                 | |
|          | Cristo portacroce                                                | Andrea Solario                                 | 1511                               | 58×67 cm        | tempera a olio su tavola           | 461                 | |
|          | Addolorata                                                       | Simon de Châlons                               | 1511-1515                          | 28×22 cm        | olio su tavola                     | 280                 | |
|          | Ecce Homo                                                        | Simon de Châlons                               | 1511-1515                          | 33×22 cm        | olio su tavola                     | 286                 | |
|          | Madonna che allatta il Bambino                                   | Giampietrino                                   | 1520 ca.                           | 76×61 cm        | olio su tavola                     | 456                 | |
|          | Ritratto di gentiluomo                                           | Lorenzo Lotto                                  | 1535 ca.                           | 118×105 cm      | olio su tela                       | 185                 | |
|          | Ritratto di donna                                                | Bernardino Licinio (attribuito)                | 1515 ca.                           | 84×79 cm        | olio su tela                       | 143                 | |
|          | Ritratto di Fernando alvarez de Toledo, duca d'Alba              | Maestro veneto                                 | seconda metà del XVI secolo        | 48×39 cm        | olio su tavola                     | 584                 | |
|          | Ritratto di Ludovico X di Baviera                                | Barthel Beham (bottega di)                     | 1530                               | 45×33 cm        | olio su tavola                     | 250                 | |
|          | San Girolamo                                                     | Maestro lombardo                               |                                    | 36×26 cm        | olio su tavola                     | 183                 | |
|          | Ritratto d'uomo                                                  | Giovanni Mansueti (attribuito)                 | inizio XVI secolo                  | 25×19 cm        | olio su tavola                     | 446                 | |
|          | Testa femminile                                                  | Maestro della Pala Sforzesca                   | post 1494                          | 27×17 cm        | punta d'argento su carta           | 514                 | |
|          | Leda col cigno                                                   | Cesare da Sesto                                |                                    | 115×86 cm       | tempera su tavola                  | 434                 | copia da Leonardo da Vinci |
|          | Giacobbe apprende la notizia della presunta morte di Giuseppe    | Antonio di Donnino del Mazziere                | seconto-terzo decennio XVI secolo  | 78×173 cm       | olio su tavola                     | 463                 | serie delle Storie di Giuseppe ebreo                                                                                                  |
|          | Giuseppe venduto                                                 | Bacchiacca                                     | 1515-1516                          | 26×14 cm        | olio su tavola trasportato su tela | 427                 | serie delle Storie di Giuseppe ebreo                                                                                                  |
|          | Arresto dei fratelli                                             | Bacchiacca                                     | 1515-1516                          | 26×14 cm        | olio su tavola trasportato su tela | 425                 | serie delle Storie di Giuseppe ebreo                                                                                                  |
|          | Ricerca della coppa rubata                                       | Bacchiacca                                     | 1515-1516                          | 26×14 cm        | olio su tavola                     | 440                 | serie delle Storie di Giuseppe ebreo                                                                                                  |
|          | Ritrovamento della coppa rubata                                  | Bacchiacca                                     | 1515-1516                          | 26×14 cm        | olio su tavola                     | 442                 | serie delle Storie di Giuseppe ebreo                                                                                                  |
|          | Madonna col Bambino e sant'Antonio Abate e santa Caterina        | Jacopo de' Boateri                             | 1540 ca.                           | 67×55 cm        | olio su tavola                     | 60                  | |
|          | Madonna col Bambino, san Giuseppe e san Giovannino               | Maestro dei Paesaggi Kress (attribuito)        | primo trentennio del XVI secolo    | 77×63 cm        | olio su tavola                     | 332                 | |
|          | Sacra Famiglia                                                   | Domenico Puligo                                | primo-secondo decennio XVI secolo  | 73×55 cm        | olio su tavola                     | 432                 | |
|          | Madonna col Bambino, san Giovannino e santa Elisabetta           | Alonso Berruguete                              | primo decennio XVI secolo          | 112×90 cm       | olio su tavola                     | 335                 | |
|          | Sacra Famiglia con san Giovannino                                | Mariotto Albertinelli e Baccio della Porta     | 1511                               | 92×80 cm        | olio su tavola                     | 310                 | |
|          | Cristo benedicente                                               | Baccio della Porta                             |                                    | 59×46 cm        | olio su tavola                     | 421                 | |
|          | Ritratto di Petrarca                                             | Francesco Bonsignori (maniera di)              | ante 1487                          | 33×22 cm        | olio su tela                       | 426                 | |
|          | Comunione di santa Caterina da Siena                             | Bernardino Fungai                              | ultimo decennio XV secolo          | 35×25 cm        | tempera su tavola                  | 228                 | |
|          | Cristo alla colonna                                              | Lorenzo Costa                                  | ottavo-nono decennio XV secolo     | 54×37 cm        | olio su tavola                     | 395                 | |
|          | Vergine col Bambino e due angeli                                 | Domenico Puligo                                | primo-secondo decennio XVI secolo  | 68 cm diametro  | olio su tavola                     | 468                 | |
|          | San Francesco                                                    | Francesco Francia                              | 1475 ca.                           | 58×43 cm        | olio su tavola                     | 57                  | |
|          | Madonna col Bambino                                              | Francesco Francia                              | ottavo-nono decennio XV secolo     | 87×64 cm        | olio su tavola                     | 61                  | |
|          | Madonna col Bambino e san Giovannino                             | Franciabigio                                   | 1518 ca.                           | 87 cm diametro  | olio su tavola                     | 458                 | |
|          | Santo Stefano                                                    | Francesco Francia                              | 1475 ca.                           | 73×53 cm        | olio su tavola                     | 65                  | |
|          | Maddalena                                                        | Domenico Puligo                                | primo-decennio XVI secolo          | 58×45 cm        | olio su tavola                     | 328                 | |
|          | Acconciatura di Venere                                           | Francesco Albani                               | 1616-1617                          | 154 cm diametro | olio su tela                       | 40                  | |
|          | Venere nella fucina di Vulcano                                   | Francesco Albani                               | 1616-1617                          | 154 cm diametro | olio su tela                       | 35                  | |
|          | Venere e Adone                                                   | Francesco Albani                               | 1616-1617                          | 154 cm diametro | olio su tela                       | 44                  | |
|          | Trionfo di Diana                                                 | Francesco Albani                               | 1616-1617                          | 154 cm diametro | olio su tela                       | 49                  | |
|          | Paesaggio con scena sotto una tenda                              | Giovanni Francesco Grimaldi                    | ante 1678                          | 44×67 cm        | olio su rame                       | 38                  | |
|          | Paesaggio con cascata                                            | Giovanni Francesco Grimaldi                    | ante 1678                          | 45×68 cm        | olio su rame                       | 296                 | |
|          | Paesaggio con pescatori                                          | Giovanni Francesco Grimaldi                    | ante 1678                          | 45×68 cm        | olio su rame                       | 47                  | |
|          | Paesaggio con predica di san Giovanni Battista                   | Giovanni Francesco Grimaldi                    | ante 1678                          | 44×67 cm        | olio su rame                       | 299                 | |
|          | Uccisione di san Pietro martire                                  | Paul Bril                                      | primo decennio XVII secolo         | 48×32 cm        | olio su tavola                     | 263                 | |
|          | Vocazione di san Pietro                                          | Domenichino (ambito di)                        | prima metà del XVII secolo         | 25 cm diametro  | olio su rame                       | 276                 | |
|          | Sacra Famiglia e angeli                                          | Pomarancio                                     | primo decennio XVII secolo         | 155×110 cm      | olio su tela                       | 330                 | |
|          | Ritratto di fanciullo                                            | Gian Lorenzo Bernini (attribuito)              | 1623-1630                          | 36×30 cm        | olio su tela                       | 555                 | |
|          | Autoritratto in età matura                                       | Gian Lorenzo Bernini                           | 1638-1640                          | 63×42 cm        | olio su tela                       | 545                 | |
|          | Autoritratto giovanile                                           | Gian Lorenzo Bernini                           | 1623 ca.                           | 39×31 cm        | olio su tela                       | 554                 | |
|          | Paesaggio con battesimo di Cristo e predica del Battista         | Paul Bril                                      | inizio XVII secolo                 | 45×35 cm        | olio su rame                       | 258                 | |
|          | Cristo e la Samaritana                                           | Domenichino (ambito di)                        | prima metà del XVII secolo         | 25 cm diametro  | olio su rame                       | 270                 | |
|          | Battaglia                                                        | Salvator Rosa                                  | 1650 ca.                           | 72×132,5 cm     | olio su tela                       | 353                 | |
|          | Concerto                                                         | Gerrit van Honthorst                           | 1623 ca.                           | 168×202 cm      | olio su tela                       | 31                  | |
|          | Susanna e i vecchioni                                            | Gerrit van Honthorst                           | prima metà XVII secolo             | 144×213 cm      | olio su tela                       | 27                  | |
|          | Mosè con le tavole della Legge                                   | Guido Reni                                     | 1624-1625                          | 173×134 cm      | olio su tela                       | 180                 | |
|          | Concerto                                                         | Lionello Spada                                 | secondo decennio XVII secolo       | 138×177 cm      | olio su tela                       | 41                  | |
|          | Paesaggio                                                        | Giovan Battista Viola                          | 1613                               | 69×87 cm        | olio su rame                       | 25                  | |
|          | Cristo morto                                                     | Orbetto                                        | 1617                               | 42×53 cm        | olio su lavagna                    | 499                 | |
|          | San Girolamo in preghiera                                        | Ignoto romano                                  | fine XVI secolo                    | 44×36 cm        | olio su lavagna                    | 510                 | |
|          | Cristo deposto                                                   | Marcantonio Bassetti                           | secondo decennio XVII secolo       | 48×39 cm        | olio su tela                       | 431                 | |
|          | Giuditta che prega                                               | Jacques Stella                                 | ante 1650                          | 30×36 cm        | olio su lavagna                    | 261                 | |
|          | Resurrezione di Lazzaro                                          | Pasquale Ottino                                | secondo decennio del XVII secolo   | 46×36 cm        | olio su lavagna                    | 507                 | |
|          | Resurrezione di Lazzaro                                          | Orbetto                                        | ante 1617                          | 36×27 cm        | olio su lavagna                    | 506                 | |
|          | Lot e le figlie                                                  | Giovan Francesco Guerrieri                     | 1617                               | 142×166 cm      | olio su tela                       | 45                  | |
|          | San Pietro liberato dal carcere                                  | Pier Francesco Mola                            | 1613 ca.                           | 195×144 cm      | olio su tela                       | 192                 | già attribuito a Jusepe de Ribera |
|          | Battaglia di Tullio Ostilio contro i Veienti                     | Cavalier d'Arpino                              | ante 1607                          | 67×89 cm        | olio su tela                       | 391                 | |
|          | Ritorno del figliol prodigo                                      | Guercino                                       | 1627-1629                          | 125×163 cm      | olio su tela                       | 42                  | |
|          | Ultima cena                                                      | Jacopo Bassano                                 | 1546-1548                          | 168×270 cm      | olio su tela                       | 144                 | |
|          | Diana e Calisto                                                  | Dosso Dossi                                    | fine secondo decennio XVI secolo   | 49×61 cm        | olio su tela                       | 304                 | |
|          | Santi Cosma e Damiano                                            | Dosso Dossi                                    | 1534-1542                          | 225×157 cm      | olio su tela                       | 22                  | |
|          | Cristo con i discepoli sulla via di Emmaus                       | Ippolito Scarsella                             | 1590 ca.                           | 98×117 cm       | olio su tela                       | 226                 | |
|          | Gige e Candaule                                                  | Dosso Dossi                                    | 1515 ca.                           | 41×54 cm        | olio su tela                       | 225                 | |
|          | Madonna col Bambino                                              | Dosso Dossi                                    | 1525 ca.                           | 35×28 cm        | olio su tela                       | 211                 | |
|          | Adorazione del Bambino                                           | Dosso Dossi                                    | 1519 ca.                           | 50×32 cm        | olio su tavola                     | 220                 | |
|          | Sacra Famiglia con san Giovannino                                | Dosso Dossi                                    | 1535-1540 ca.                      | 46×52 cm        | olio su tavola                     | 245                 | |
|          | Presepe                                                          | Evangelista Dossi                              | 1530 ca.                           | 44×29 cm        | olio su tavola                     | 215                 | |
|          | Diana e Atteone                                                  | Ippolito Scarsella                             | entro 1585                         | 98×118 cm       | olio su tela                       | 212                 | |
|          | Venere Dormiente                                                 | Girolamo da Treviso (attribuito)               | 1520-1523                          | 130×213 cm      | olio su tela                       | 30                  | |
|          | Adorazione dei pastori                                           | Jacopo Bassano                                 | 1553-1554                          | 76×94 cm        | olio su tela                       | 26                  | |
|          | Pecora e agnello                                                 | Jacopo Bassano                                 | 1560 ca.                           | 30×51 cm        | olio su tela                       | 120                 | |
|          | Il sacrificio di Noè                                             | Jacopo Bassano (bottega di)                    | fine XVI secolo                    | 135×191 cm      | olio su tela                       | 105                 | |
|          | Figura di giovane                                                | Giovanni Girolamo Savoldo                      | 1525 ca.                           | 59×41 cm        | olio su tela                       | 139                 | |
|          | Ritratto della famiglia del fratello [del pittore]               | Bernardino Licinio                             | 1532 ca.                           | 107×163 cm      | olio su tela                       | 115                 | |
|          | Tobiolo e l'angelo                                               | Giovanni Girolamo Savoldo                      | 1540                               | 120×160 cm      | olio su tela                       | 547                 | |
|          | Adorazione dei Magi                                              | Jacopo e Leonardo Bassano                      | 1576-1580                          | 125×140 cm      | olio su tela                       | 150                 | |
|          | Tobiolo e l'angelo                                               | Raffaellino da Reggio                          | ottavo decennio XVI secolo         | 107×69 cm       | olio su tavola                     | 298                 | |
|          | Ritratto di Cosimo I de' Medici                                  | Alessandro Allori                              | 1560 ca.                           | 84×66 cm        | olio su tavola                     | 94                  | |
|          | Lucrezia                                                         | Leonardo da Pistoia                            | metà XVI secolo                    | 55×43 cm        | olio su lavagna                    | 75                  | |
|          | Apostolo (San Pietro?)                                           | Marco Pino (attribuito)                        | 1550-1555                          | 136×77 cm       | olio su tela                       | 46                  | |
|          | Apostolo (San Paolo?)                                            | Girolamo Siciolante (attribuito)               | 1550 ca.                           | 136×77 cm       | olio su tela                       | 37                  | |
|          | Resurrezione di Cristo                                           | Marco Pino                                     | 1571 ca.                           | 131×97 cm       | olio su tavola                     | 203                 | |
|          | Flagellazione di Cristo                                          | Sebastiano del Piombo (copia da)               |                                    | 50×39 cm        | olio su tavola                     | 133                 | |
|          | Visitazione                                                      | Sebastiano del Piombo (copia da)               | seconda metà del XVI secolo        | 147×179 cm      | olio su tela                       | 17                  | |
|          | Pesca del corallo (o Allegoria della scoperta dell'America)      | Jacopo Zucchi                                  | 1585 ca.                           | 52×42 cm        | olio su rame                       | 292                 | |
|          | Allegoria della Creazione                                        | Jacopo Zucchi                                  | 1585 ca.                           | 49×39 cm        | olio su rame                       | 293                 | |
|          | Ritratto del cardinale Marcello Cervini degli Spannocchi         | Jacopino del Conte (attribuito)                | 1550-1555                          | 103×86 cm       | olio su tavola                     | 408                 | |
|          | Presepio                                                         | Giorgio Vasari                                 | 1546                               | 105×77 cm       | olio su tavola                     | 271                 | |
|          | Adorazione del Bambino                                           | Pellegrino Tibaldi                             | 1547 ca.                           | 158×105 cm      | olio su tela                       | 415                 | |
|          | Cristo deposto con la Madonna e due angeli                       | Marcello Venusti                               | 1555 ca.                           | 62×44 cm        | olio su tavola                     | 422                 | |
|          | Ritratto di Vittoria Farnese                                     | Jacopino del Conte                             | 1558 ca.                           | 106×78 cm       | olio su lavagna                    | 100                 | |
|          | Cleopatra                                                        | Leonardo da Pistoia                            | 1525-1550                          | 81×56 cm        | olio su lavagna                    | 337                 | |
|          | La basilica di Massenzio                                         | Canaletto (attribuito)                         | 1742-1745                          | 27×36 cm        | olio su tela                       | 541                 | |
|          | Il Colosseo                                                      | Canaletto (attribuito)                         | 1742-1745                          | 27×36 cm        | olio su tela                       | 540                 | |
|          | un ballo                                                         | Nicolas Lancret                                |                                    | 16×13 cm        | olio su rame                       | 282                 | |
|          | Autoritratto                                                     | Gaspare Landi                                  | 1806                               | 60×47 cm        | olio su tela                       | 558                 | firmato e datato |
|          | Annunciazione                                                    | Corrado Giaquinto                              | 1753 ca.                           | 63×34 cm        | olio su tela                       | 553                 | |
|          | Vergine col Bambino e san Giovanni Nepomuceno                    | Sebastiano Conca                               | 1730-1732                          | 97×62 cm        | olio su tela                       | 560                 | bozzetto della tela per la chiesa di San Giovanni in Laterano                                                                         |
|          | Madonna col Bambino                                              | Pompeo Batoni                                  | 1742 ca.                           | 64×48 cm        | olio su tela                       | 542                 | |
|          | Ritratto di Antonio Canova                                       | Gaspare Landi                                  | 1806                               | 60×47 cm        | olio su tela                       | 557                 | firmato e datato |
|          | Madonna col Bambino                                              | Carlo Dolci                                    |                                    | 88×71 cm        | olio su tela                       | 318                 | |
|          | Madonna col Bambino                                              | Il Sassoferrato                                | metà XVII secolo                   | 69×55 cm        | olio su tavola                     | 382                 | |
|          | Interno con flautista                                            | Pieter de Hooch                                | sesto decennio XVII secolo         | 60×73 cm        | olio su tavola                     | 269                 | |
|          | I bevitori                                                       | David Teniers il Giovane                       | metà XVII secolo                   | 45×35 cm        | olio su tavola                     | 291                 | |
|          | La bottega dell'antiquariato                                     | Francis Francken il Giovane                    | 1615-1620                          | 82×115 cm       | olio su tavola                     | 253                 | |
|          | Uomo con lucerna                                                 | Wolfgang Heimbach                              |                                    | 45×35 cm        | olio su tela                       | 251                 | |
|          | Due uomini nello studio                                          | Wolfgang Heimbach                              |                                    | 45×35 cm        | olio su tela                       | 257                 | |
|          | Interno di osteria                                               | Gillis van Tilborgh                            |                                    | 78×99 cm        | olio su tela                       | 284                 | |
|          | Corpo di guardia                                                 | Pieter Codde                                   | 1630-1639                          | 31×43 cm        | olio su tavola                     | 272                 | |
|          | Bambocciata                                                      | Michelangelo Cerquozzi                         |                                    | 51×97 cm        | olio su tavola                     | 259                 | |
|          | Bambocciata                                                      | Michelangelo Cerquozzi                         |                                    | 48×65 cm        | olio su tavola                     | 249                 | |
|          | Bagno di Diana                                                   | Abraham van Cuylenborch                        | 1646                               | 59×72 cm        | olio su tavola                     | 279                 | |
|          | Ritratto di Marcello Sacchetti                                   | Pietro da Cortona                              | 1626                               | 133×99 cm       | olio su tela                       | 364                 | |
|          | Ritratto di Giulio Sacchetti                                     | Pietro da Cortona                              | 1626-1627                          | 133x98 cm       | olio su tela                       | 608                 | donato dalla Fondazione Sacchetti nel 2016                                                                                            |
|          | Susanna e i vecchioni                                            | Peter Paul Rubens                              | 1614                               | 94×65 cm        | olio su tela                       | 277                 | |
|          | Compianto su Cristo morto                                        | Peter Paul Rubens                              | 1601-1602                          | 180×136 cm      | olio su tela                       | 411                 | |
|          | Visitazione                                                      | Marten Mandekens                               | 1638                               | 101×73 cm       | olio su tavola                     | 274                 | |
|          | Ritratto di monsignor Clemente Merlini                           | Andrea Sacchi                                  | 1630 ca.                           | 138×136 cm      | olio su tela                       | 376                 | |
|          | Gesù crocifisso                                                  | Antoon van Dyck (maniera di)                   | 1621-1627                          | 86×58 cm        | olio su tela                       | 268                 | |
|          | San Giovanni Battista                                            | Simone Cantarini                               |                                    | 45×59 cm        | olio su tela                       | 357                 | |
|          | Sepoltura di Cristo                                              | Sisto Badalocchio                              | primo decennio XVII secolo         | 123×168 cm      | olio su tela                       | 43                  | |
|          | Caccia di Diana                                                  | Domenichino                                    | 1617                               | 222×315 cm      | olio su tela                       | 53                  | |
|          | Giove e Giunone                                                  | Antonio Carracci                               | 1602 ca.                           | 33×39 cm        | olio su tavola                     | 515                 | |
|          | Giuseppe e la moglie di Putifarre                                | Giovanni Lanfranco                             | 1615 ca.                           | 101×153 cm      | olio su tela                       | 67                  | |
|          | Sibilla                                                          | Domenichino                                    | 1617 ca.                           | 123×89 cm       | olio su tela                       | 55                  | |
|          | Norandino e Lucina sorpresi dall'orco                            | Giovanni Lanfranco                             | 1624 ca.                           | 267×397 cm      | olio su tela                       | 16                  | |
|          | La battaglia di Furio Camillo                                    | Gaspare Celio                                  | 1610-1612                          | 56×140 cm       | olio su tavola                     | 344                 | |
|          | Giuditta con la testa di Oloferne                                | Fede Galizia                                   | 1601                               | 141×108 cm      | olio su tela                       | 165                 | |
|          | Testa di satiro coronata di pampini                              | Pietro Paolo Bonzi                             | 1610                               | 44×30 cm        | olio su carta riportata su tela    | 160                 | |
|          | Ritratto di giovane                                              | Lavinia Fontana                                | 1606                               | 48×37 cm        | olio su tela                       | 81                  | |
|          | Testa di giovane che ride                                        | Annibale Carracci                              | 1583                               | 43×29 cm        | olio su carta riportata su tela    | 83                  | |
|          | Enea che fugge da Troia                                          | Federico Barocci                               | 1548                               | 176×253 cm      | olio su tela                       | 68                  | firmato e datato |
|          | Estasi di santa Caterina                                         | Agostino Carracci                              | ultimi due decenni del XVI secolo  | 90×69 cm        | olio su tela                       | 58                  | |
|          | San Girolamo                                                     | Federico Barocci                               | 1598 ca.                           | 97×67 cm        | olio su tela                       | 403                 | |
|          | Sacra Famiglia                                                   | Simone Cantarini                               |                                    | 96×73 cm        | olio su tela                       | 549                 | |
|          | Sibilla                                                          | Giovan Francesco Romanelli                     |                                    | 68×56 cm        | olio su tela                       | 51                  | |
|          | Cristo giovinetto                                                | Bartolomeo Montagna                            | ante 1500                          | 24×20 cm        | olio su tavola                     | 430                 | |
|          | Adamo                                                            | Marco Basaiti (attribuito)                     | post 1504                          | 152×85 cm       | olio su tavola                     | 129                 | |
|          | Amor Sacro e Amor Profano                                        | Tiziano                                        | 1514                               | 118×279 cm      | olio su tela                       | 147                 | |
|          | Eva                                                              | Marco Basaiti (attribuito)                     | post 1504                          | 152×84 cm       | olio su tavola                     | 131                 | |
|          | Lucrezia                                                         | Palma il Vecchio (attribuito)                  | 1510-1514                          | 71×59 cm        | olio su tavola                     | 106                 | |
|          | San Domenico                                                     | Tiziano                                        | 1565                               | 97×82 cm        | olio su tela                       | 188                 | |
|          | Predica del Battista                                             | Paolo Veronese                                 | 1562 ca.                           | 205×169 cm      | olio su tela                       | 137                 | |
|          | Ritratto di giovane                                              | Palma il Vecchio                               | 1510                               | 30×24 cm        | olio su tavola                     | 445                 | |
|          | Giuditta                                                         | Il Pordenone                                   | 1516-1520                          | 95×78 cm        | olio su tela                       | 91                  | |
|          | Cristo flagellato                                                | Tiziano                                        | 1560 ca.                           | 87×62 cm        | olio su tela                       | 194                 | |
|          | Predica di sant'Antonio ai pesci                                 | Paolo Veronese                                 | 1580 ca.                           | 104×150 cm      | olio su tela                       | 101                 | |
|          | Venere che benda amore                                           | Tiziano                                        | 1565                               | 116×184 cm      | olio su tela                       | 170                 | |
|          | Ritratto femminile                                               | Vittore Carpaccio (attribuito)                 | 1495-1500                          | 28×24 cm        | olio su tavola                     | 450                 | |
|          | Cantore appassionato                                             | Ignoto pittore imitatore di Giorgione          | inizi XVII secolo                  | 104×77 cm       | olio su tela                       | 132                 | già attribuito a Giorgione |
|          | Madonna col Bambino                                              | Giovanni Bellini                               | 1510                               | 50×41 cm        | olio su tavola                     | 176                 | |
|          | Sacra Conversazione con le sante Barbara e Giustina e due devoti | Palma il Vecchio                               | primo decennio XVI secolo          | 137×195 cm      | olio su tela                       | 157                 | |
|          | Madonna col Bambino tra i santi Flaviano e Onofrio               | Lorenzo Lotto                                  | 1508                               | 51×65 cm        | olio su tavola                     | 193                 | |
|          | Ritratto di uomo                                                 | Antonello da Messina                           | 1474-1476                          | 31×25 cm        | olio su tavola                     | 396                 | |
|          | Cantore con flauto                                               | Ignoto pittore imitatore di Giorgione          | inizi XVII secolo                  | 102×73 cm       | olio su tela                       | 130                 | già attribuito a Giorgione |
|          | Danza campestre                                                  | Guido Reni                                     | 1601-1602                          | 81×99 cm        | olio su tela                       | 609                 | acquistato nel 2008 in un'asta a Londra, già appartenente alla collezione di Scipione Borghese e venduto probabilmente nel XIX secolo |
|          | Un profeta e due angeli                                          | Ludovico Carracci (attribuito)                 | 1590-1610                          | 54×43,5 cm      | olio su tela                       | 113                 | già assegnata a Correggio, è uno studio delle sue opere nel duomo di Parma; attribuito a diversi autori tra cui Ludovico Carracci     |
|          | Primavera                                                        | Jacopo Bassano (copia da)                      |                                    | 141×186 cm      | olio su tela                       | 3                   | |
|          | Autunno                                                          | Jacopo Bassano (copia da)                      |                                    | 133×185 cm      | olio su tela                       | 5                   | |
|          | Inverno                                                          | Jacopo Bassano (copia da)                      |                                    | 142×185 cm      | olio su tela                       | 9                   | |
|          | Autunno                                                          | Jacopo Bassano (copia da)                      |                                    | 139×88 cm       | olio su tela                       | 11                  | |
|          | Giudizio di Paride                                               | Francesco Crescenzi (attribuito)               |                                    | 123×92 cm       | olio su tavola                     | 24                  | |
|          | Scena campestre                                                  | Jacopo Bassano (copia da)                      |                                    | 130×184         | olio su tela                       | 29                  | |
|          | San Sebastiano curato dalle pie donne                            | Rustichino                                     |                                    | 150×211         | olio su tela                       | 32                  | |
|          | Madonna col Bambino                                              | Francesco Francia (seguace di)                 |                                    | 48,5×38,5       | olio su tavola                     | 34                  | |
|          | Rinaldo e Armida                                                 | Alessandro Tiarini                             |                                    | 127,5×188,5     | olio su tela                       | 36                  | |
|          | Il Salvatore                                                     | Agostino Carracci (seguace di)                 |                                    | 51×48           | olio su tela                       | 39                  | |
|          | Maddalena                                                        | Agostino Carracci (seguace di)                 |                                    | 52×49,5         | olio su tela                       | 48                  | |
|          | Venere                                                           | Lambert Sustris (copia da)                     |                                    | 118×180         | olio su tela                       | 50                  | |
|          | Madonna col Bambino e san Giovannino                             | Pedro de Rubiales (copia da)                   |                                    | 84×65           | olio su tavola                     | 59                  | |
|          | Matrimonio mistico di santa Caterina da Siena                    | Francesco Vanni                                |                                    | 89×72           | olio su tela                       | 62                  | |
|          | Sacra Famiglia                                                   | Annibale Carracci (seguace di)                 |                                    | 69,5×58,5       | olio su tela                       | 64                  | |
|          | San Francesco d’Assisi in una gloria d'angeli                    | Agostino Carracci                              |                                    | 141×110         | olio su tela                       | 66                  | |
|          | San Rocco                                                        | Giovanni Francesco Guerrieri                   |                                    | 106×180         | olio su tela                       | 69                  | |
|          | Sansone porge ai genitori il favo di miele                       | Guercino                                       |                                    | 112×146         | olio su tela                       | 70                  | |
|          | Ritratto d'uomo                                                  | Ignoto pittore di ambito bolognese             |                                    | 56,5×44,5       | olio su tela                       | 71                  | |
|          | Ritratto muliebre (Properzia de' Rossi ?)                        | Ignoto pittore di ambito bolognese             |                                    | 56×45           | olio su tavola                     | 72                  | |
|          | Ritratto di magistrato                                           | Ignoto pittore di ambito toscano               |                                    | 97×74,5         | olio su tavola                     | 74                  | |
|          | Ritratto femminile                                               | Ignoto pittore di ambito veneto                |                                    | 42,5×34,5       | olio su tela                       | 76                  | |
|          | Ritratto di donna                                                | Scipione Pulzone (maniera di)                  |                                    | 74×56           | olio su tavola                     | 80                  | |
|          | Ritratto di uomo                                                 | Giorgione (copia da)                           |                                    | 39×33           | olio su tela                       | 82                  | |
|          | Ritratto di Marcello Malpighi                                    | Giovanni Bernardo Carbone (attribuito)         |                                    | 85×72           | olio su tela                       | 84                  | |
|          | Giovane con siringa                                              | Giovanni Piancastelli                          |                                    | 60×48,5         | olio su tavola                     | 87                  | |
|          | Ritratto femminile                                               | Ignoto pittore di ambito toscano               |                                    | 46×33           | olio su tela                       | 89                  | |
|          | Lucrezia                                                         | Elisabetta Sirani                              |                                    | 101×78          | olio su tela                       | 90                  | |
|          | Venere                                                           | Leonardo da Pistoia                            |                                    | 97 x 75         | olio su tavola                     | 92                  | |
|          | Autoritratto ?                                                   | Marietta Robusti                               |                                    | 101 x 78        | olio su tela                       | 93                  | |
|          | Ritratto femminile                                               | Ignoto pittore di ambito Italia settentrionale |                                    | 63 x 50         | olio su tela                       | 95                  | |
|          | Ritratto di Marcello Provenzale                                  | Ottavio Leoni                                  |                                    | 66 x 50         | olio su tela                       | 96                  | |
|          | Ritratto di donna                                                | Giulio Romano (maniera di)                     |                                    | 60 x 50,5       | olio su tavola                     | 98                  | |
|          | Berenice                                                         | Ginevra Cantofoli                              |                                    | 76 x 59         | olio su tela                       | 99                  | |
|          | Autoritratto                                                     | Tiziano (copia da)                             |                                    | 27,5 x 24,5     | olio su tela                       | 102                 | |
|          | Un bevitore                                                      | Ignoto pittore di ambito fiammingo             | XVI secolo                         | 27 x 21         | olio su tavola                     | 103                 | |
|          | Ritratto maschile                                                | Ignoto pittore di ambito veneto                | XVI secolo                         | 28,5 x 27       | olio su tavola                     | 104                 | |
|          | Crocifissione                                                    | Paolo Veronese (cerchia di)                    | XVI secolo                         | 79 x 59         | olio su tela                       | 107                 | |